# 木口九峰
木口 九峰（きぐち きゅうほう、本名：木口房四郎、1895年（明治28年）9月1日 - 1969年（昭和44年）11月26日）は、昭和時代の彫刻家。烏城彫（うじょうぼり）の創始者で、昭和天皇に作品を2度献上したほか、身体障害者の自立更生事業としてその製作指導に当たった。

## 経歴
岡山県下道郡久代村大字山口（現・総社市久代）に生まれる。久代尋常高等小学校卒業後、両親を手伝い農業に従事する一方で華道・茶道および尺八を稽古していた。1912年（大正8年）に調律師として働き始めるが、趣味の華道や茶道で使用する道具を彫り作るうちに木彫に傾倒して彫刻家に転職し、1927年（昭和2年）には自分の作品に岡山城の別称である「烏城」を付けて「烏城彫」と命名して宗家を称し、1940年（昭和15年）に烏城彫研究所を岡山市丸亀町に開所する。
日中戦争が始まった後の1941年（昭和16年）10月には、岡山陸軍病院（国立病院機構岡山医療センターの前身）にて、傷痍軍人の救済や就職指導として烏城彫の指導を始め、1945年（昭和20年）の終戦による活動の一時中断をはさみ、1947年（昭和22年）3月には財団法人協助会の参与として結核患者の保護授産場であった国立岡山病院協助授産場にて烏城彫の講師を務め、次いで1948年（昭和23年）には身体障害者の更生指導所であった岡山県立傷病者授産場の設立に協力して烏城彫の指導と普及に努めた。
1953年（昭和28年）に県立傷病者授産場が廃止されると、翌1954年（昭和29年）に財団法人烏城彫協会（2012年（平成24年）に株式会社に改組）を設立して引き続き社会福祉事業として烏城彫の製作と技術指導を展開した。1957年（昭和32年）、全国身体障害者厚生週間に労働大臣表彰を受け、1967年（昭和42年）に中国新聞文化賞を受賞する。1968年（昭和43年）、第16回岡山県身体障害者福祉大会で岡山県知事感謝状を受ける。1969年（昭和44年）に岡山県知事表彰、第19回身体障害者福祉大会で厚生大臣表彰を受け、同年死去した。
九峰の没後は、長男の省吾が2代目宗家を継承し、次男の丘二（本名：兵衛）も烏城彫作家としてそれぞれ活動している。

## 栄典
- 従六位・勲六単光旭日章（1969年12月、没後追贈）[2]

## 関連資料
- 週刊時事編集部編 『この人・その事業 11』時事新書（1969年）